# Charles Hamilton Smith
Charles Hamilton Smith (Flandres Oriental, 26 de dezembro de 1776 - Plymouth, 21 de setembro de 1859) foi um artista, militar, naturalista, ilustrador, antiquarista e espião britânico nascido na Bélgica. Foi de autoria de Charles alguns nomes dados aos cães, considerados sinônimos, como canis lupus terrarius e canis lupus urcani.